# Squat (oefening)

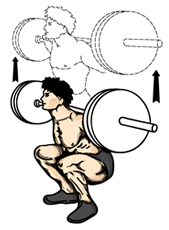
Diepe uitvoering van een squat met een barbell.

Een squat is een kniebuiging, meestal met extra weerstand zoals van een barbell. De Engelse term squat wordt wereldwijd gebruikt, vooral in de krachtsportwereld. De squat is ook een bekend onderdeel van vele dansen en volksdansen zoals de kozakkendans.  

## Uitvoering en methoden met gewichten
Een squat voert men uit door rechtop te staan met de voeten op schouderbreedte, of iets smaller of breder, naast elkaar, waarbij de voeten ongeveer 30 graden naar buiten wijzen. Het gewicht pakt men vanuit een halterstandaard of tilt men eerst boven het hoofd (bij een licht(er) gewicht) en laat men op de schouders rusten. De schouders dragen de last, de handen zorgen ervoor dat de halter niet van de rug glijdt. Afhankelijk van het doel en de methode, voert men de squat uit. Dit kan bijvoorbeeld tot men diep gehurkt is en waarmee zo veel mogelijk spieren getraind worden, of tot de dijbenen evenwijdig aan de grond zijn (vooral bij beginnende squatters). Powerlifters en gewichtheffers gebruiken vaak een bredere stand met de voeten ietwat naar buiten, omdat dit veiliger is voor de benen en omdat men in deze stand zeer grote gewichten kan gebruiken. Bij een smalle stand zou men het evenwicht verliezen met een hoog gewicht. Ook kan de oefening uitgevoerd worden met dumbbells indien men geen barbell heeft, weinig ruimte heeft, of wanneer men veel herhalingen wil doen en toch gewicht wil gebruiken.
In sportscholen zijn vaak alternatieve apparaten om een squat mee uit te voeren. Een nadeel hiervan is dat bij apparaten het lichaam niet zijn natuurlijke weg kan volgen en elke herhaling (rep) bijna precies gelijk is en men daardoor sommige delen van spieren niet aanspreekt.
Sporters met te korte achillespezen hebben een kleine verhoging nodig onder de hiel.

## Uitvoering zonder gewichten
Een squat kan zonder gewicht uitgevoerd worden, de zogenaamde free squat (vrije squat), ook bekend als deep knee bend (diepe kniebuiging). Dit kan met de voeten recht naar voren en op schouderbreedte: naast elkaar met het midden van de voeten onder de schouders. De squat ontstaat door de knieën iets te buigen (niet voorbij de tenen), door het bekken naar achteren te bewegen en het bovenlichaam in het heupgewricht naar voren te kantelen. Het is alsof men op een stoel gaat zitten. Deze squat kan ook uitgevoerd worden met de voeten verder uitelkaar en iets naar buiten gedraaid ten opzichte van de romp. Het is noodzakelijk er altijd op te letten dat er rechte lijnen zijn van het heupgewricht over de knieën naar de enkels en over het midden van de voeten zodat de knie- en enkelgewrichten niet verkeerd worden belast.

## Sporten
In powerliften, bodybuilding en ook in andere sporten, is de squat een oefening ter versterking van spieren, botten en pezen in het onderlichaam. Bodybuilders gebruiken de oefening voor onder andere hypertrofie (vergroting) van de spieren of voor krachttoename. Het wereldrecord bij powerliften lag in 2007 net boven de duizend lbs (libra pounds), zo'n 450 kg. Ook in de atletiek wordt soms de squat gebruikt bij trainingen, vooral bij sprinters en allround atleten, die meerdere onderdelen van atletiek beoefenen. De squat wordt ook weleens de "De koning (of moeder) der oefeningen" genoemd, voor de carry-over naar vele sporten. Met de squat worden dezelfde spieren gebruikt als bij bijvoorbeeld springen, trappen en sprinten.

## Europees, later Nederlands record
Nederlander Cees de Vreugd zette in 1985 een Europees record neer van 420 kg. Later dat jaar verbeterde hij zijn eigen record naar 422,5 kg. Tot begin 21e eeuw bleef dit het Europees record, waarna het door enkele atleten verbroken werd. In Nederland is het nog steeds het Nederlands record, het is officieel niet verbroken sinds 1985 en in 2024 stond het record al 39 jaar op zijn naam, waarvan 26 jaar postuum. De Vreugd overleed in 1998.
In september 2024 werd het record van De Vreugd verbroken door Beverwijker Marto Metselaar, 32 jaar oud, hij squatte 425 kg, een nieuw Nederlands record, sinds 39 jaar.

## Wereldrecord
Het wereldrecord squat staat op 575 kg op 8 oktober 2011 door de Fin Jonas Rantanen. Het wereldrecord voor Masters3 (60+ jaar) is 280,5 kg en staat op naam van Nederlander Ab Wolders, die dit record in 2014 haalde en tevens wereldkampioen powerlifting werd in zijn leeftijdsklasse, net als 30 jaar ervoor, in 1984, als zwaargewicht.

## Fotogalerij

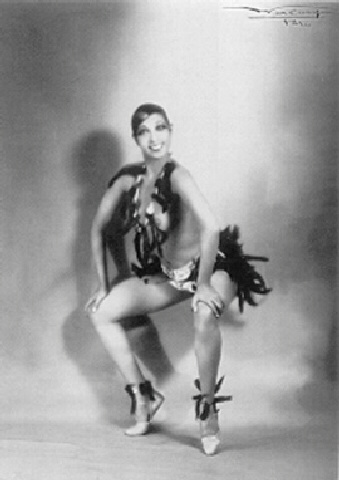
Josephine Baker squat tijdens een dans (1928).
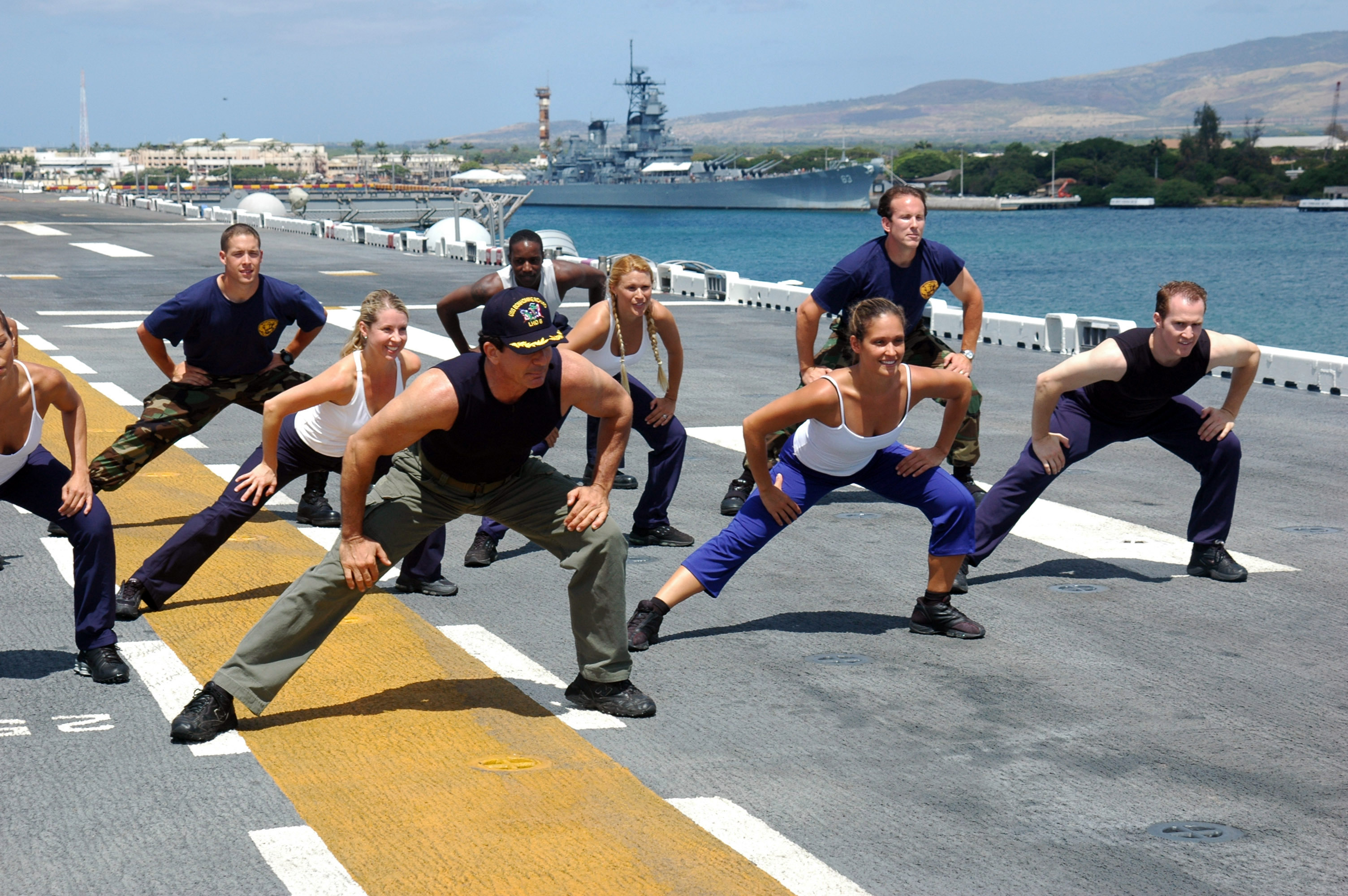
Militaire training met gedeeltelijke squats.